# En la masmédula
En la masmédula es el último libro que publicó el poeta argentino Oliverio Girondo. Se publicó por primera vez en el año de 1954 en Buenos Aires por la editorial Losada. Se caracteriza por trascender las categorías convencionales de la poesía y explorar nuevas dimensiones expresivas y de experimentación.
Oliverio Girondo fue considerado un destacado emergente que surgió de un grupo de escritores que fue conocido como el Grupo Florida denominado así porque la revista en la que publicaban se ubicaba en las cercanías de dicha calle de Buenos Aires, y se reunían en la Confitería Richmond, que incluyó escritores cómo Victoria Ocampo, Leopoldo Marechal, Oliverio Girondo  entre otros muy destacados escritores argentinos, en contraposición dialéctico literaria con el recordado Grupo Boedo, que publicaba en la Editorial Claridad y se reunía en el Café El Japonés, de raigambre mucho más humilde, con integrantes cómo Roberto Arlt, entre otros.

## Ediciones
En la masmédula tuvo tres distintas ediciones, cada una con modificaciones sustanciales hechas por el autor. Los poemas que conformaron la primera sufrieron cambios de edición a edición, lo que da como resultado que haya distintas versiones. En cada edición, Oliverio Girondo incluyó la selección original –aunque con alteraciones– e integró nuevos poemas.

### 1a edición 1954
Corresponde a la primera publicación de En la masmédula por Losada. Contenía dieciséis poemas y se imprimieron solamente ciento noventa y cinco ejemplares, cuarenta de los cuales fueron impresos en papel Fabriano; cuatro de ellos, no destinados a la venta, marcados con las letras A a D y entre los que se encontraba la copia para Oliverio Girondo, fueron firmados por el autor y tenían un estudio de la carátula, cada uno distinto, con sus iniciales. Ocho de ellos, numerados de I a VIII, eran idénticos a los anteriores. Otros veintiocho fueron numerados de IX a XXXVI pero no contaban con los diversos estudios de la carátula. Los ciento cincuenta y cinco ejemplares restantes se imprimieron sobre papel corriente y sólo cincuenta se pusieron en venta.

### 2a edición 1956
También publicada en Buenos Aires por Losada, incluye diez poemas más que la edición anterior, muchas correcciones y es el primer tiraje común de En la masmédula para su venta general. Los poemas se presentaron en un orden distinto y nueva compaginación.

### 3a edición 1963
Es la versión definitiva de En la masmédula, con un total de treinta y siete poemas (once más que en la edición de 1956). Fue publicada en Buenos Aires por Losada. Los poemas que conforman esta edición son:
- La mezcla
- Noche tótem
- Al gravitar rotando
- Canes más que finales
- Aridandantemente
- Islas sólo de sangre
- Hay que buscarlo
- Recién entonces
- El uno nones
- El pentotal a qué
- El puro no
- Rada anímica
- Por vocación de dado
- Mi lumía
- Maspleonasmo
- Alta noche
- Trazumos
- Tropos
- Gristenia
- Hasta morirla
- Soplosorbos
- Las puertas
- Yolleo
- Posnotaciones
- Plexilio
- Ante el sabor inmóvil
- Balaúa
- Destino
- Topatumba
- Habría
- Tantan yo
- Porque me cree su perro
- A mí
- Menos
- Mito
- Ella
- Cansancio

### Obras completas
Esta recopilación de la obra de Oliverio Girondo incluye En la masmédula respetando la edición definitiva de 1963. Incluye un prólogo de Enrique Molina titulado “Hacia el fuego central o la poesía de Oliverio Girondo”. Obra fue publicada en Buenos Aires por Losada.

## Recursos poéticos
Uno de los rasgos más característicos de la poesía de Girondo, especialmente en En la masmédula, es la experimentación con los límites expresivos del lenguaje. Entre los recursos poéticos que Girondo utiliza se distingue la fusión de vocablos, cuyo resultado es la creación de nuevas palabras que adquieren sentido por su composición fonosemántica. La consecuencia es la no definición, la no unicidad de significado, es decir: la polisemia, la variedad de sentidos. En palabras de Enrique Molina:

La estructura misma del lenguaje sufre el impacto de la energía poética desencadenada en este libro único. Al punto que las palabras mismas dejan de separarse individualmente para fundirse en grupos, en otras unidades más complejas, especie de superpalabras con significaciones múltiples y polivalentes, que proceden tanto de su sentido semántico como de las asociaciones fonéticas que producen.

Otro de los recursos que usa Girondo es la iteración. Ya sea de palabras completas o de sonidos al interior de las palabras, la iteración concierne a dos funciones principales: ritmo y sentido. Ninguno de los poemas de En la masmédula tiene signos de puntuación o constitución métrica tradicional. El ritmo se define por los encabalgamientos, la disposición del texto en la página y la armonía fonética al interior de los versos y entre ellos. Las iteraciones contribuyen, pues, tanto al ritmo del poema como a la construcción de sentido a través de la saturación por las asociaciones semánticas posibles de un sonido o palabra.

## Trabajo de reelaboración
Las distintas ediciones de En la masmédula representan un trabajo de reelaboración poética del autor. De acuerdo con Beatriz Nobile, las transformaciones de los poemas originales de edición a edición dan cuenta de la búsqueda poética de Girondo. Ella identifica en su libro El acto experimental cinco procesos de transformación de los poemas: conmutación de vocablos, liberación de entidades, fusión de elementos originariamente separados, reordenamiento del sintagma y transformación métrica.

### Conmutación de vocablos
Se refiere a la sustitución de un elemento sustantivo por otro. Estos cambios de vocablos implican un transformación del poema en varios aspectos: armonía fónica, fuerza, cohesión, sentido, imagen, etc.

### Liberación de entidades
Es la separación de voces que en una primera versión estaban unidas. En los casos en que la fusión de elementos diluía el valor connotativo de cada uno o no generaba un sentido inédito, Girondo optó por revocar la fusión y hacer a las voces funcionar de manera independiente.

### Fusión de elementos originariamente separados
Es el proceso contrario a la liberación de entidades. La unión de vocablos se realiza –o permanece– cuando produce nuevas palabras efectivamente.

### Reordenamiento del sintagma: reelaboración de imágenes
Con el reordenamiento de frases enteras de los poemas cambian las imágenes poéticas originales por otras en una búsqueda de sentido distinta a las versiones previas.

### Transformación métrica
Las modificaciones métricas que sufren los poemas con varias versiones se hacen a través de encabalgamientos y la paulatina eliminación total de la puntuación. Beatriz Nobile afirma que “Violar el principio de paralelismo es uno de los postulados de la poesía moderna.”

## Versión discográfica
Oliverio Girondo interpretó en una versión discográfica veintidós de los veintiséis poemas previamente publicados en la segunda edición de En la masmédula e incluyó uno inédito: “Cansancio”. Incluso en esta versión se presentaron innovaciones en los poemas.
Visor publicó esta versión discográfica en 2008.